# Турецкий устав
«Турецкий устав» (серб. Турски устав) — конституция Сербского княжества, действовавшая в 1838—1869 годах.

## Принятие и содержание конституции
24 декабря 1838 года под нажимом уставобранителей султан издал хатт-и-шериф, которым октроировал Сербии новую конституцию (т. н. «Турецкий устав»), в которую вошли многие положения Сретенского устава. Хатт-и-шериф 1838 года делил исполнительную власть между тремя попечителями (внутренних дел, финансов и судебных дел), назначаемых кнезом, но ответственных перед советом (сенатом). Скупщина «Турецким уставом» не предусматривалась, законодательная власть вручалась совету (сенату) из 17 членов, назначаемых кнезом, но смещаемых не иначе, как в тех случаях, когда «будет доказано перед высокою Портою, что они совершили какое-нибудь преступление или нарушили закон страны», «Исключительным занятием этого совета, — говорилось в хатти-шерифе, — будет соблюдение общенародного блага и оказание тебе (то есть кнезу) услуг и помощи. Без предварительного одобрения и утверждения совета никакое распоряжение не может быть исполнено и никакой налог не может быть взимаем».

## Судебная власть
Относительно судебной власти в хатт-и-шерифе говорилось: «Я непременно желаю, чтобы жители Сербии пользовались безопасностью относительно имуществ своих, личности, чести и достоинств, чтобы никто без суда не был лишен своих гражданских прав, ниже подвергался гонению или какому-нибудь наказанию. Для этой цели, согласно с началами правды и общественными потребностями, положено устроить в стране разные суды, которые бы по законам наказывали преступников и давали правду всякому общественному и частному лицу, обращая внимание на права и оправдание его или, напротив, на вины и преступления, предварительно судом доказанные… Все вообще сербы не могут быть ни тайно, ни явно преследуемы и гонимы без вызова в суд и осуждения». Суды установлялись трёх видов: суды примирительные, из местных старейшин, разрешавшие дела по искам не свыше 100 турецких пиастров и не имевшие права приговаривать к наказаниям свыше 10 палочных ударов или трёх дней ареста; суды окружные, члены которых назначались кнезом, но пользовались несменяемостью; апелляционный суд в Белграде, в котором председательствовал сам кнез.

## Развитие конституционного законодательства
Новая конституция, октроированная Сербии турецким султаном, существенно ограничила ранее безраздельные полномочия Милоша Обреновича I. Фактическое нежелание кнеза соблюдать положения конституции привели к новому восстанию 1839 года, вынудившему его отречься от престола в пользу сына. Однако новый кнез Милан Обренович II умер в том же году. Последующие кнезы Михаил Обренович III (1839—1842) и Александр Карагеоргиевич (1842—1858) избирались сенатом и скупщиной, затем утверждались бератом султана, однако без упоминания в нем о наследственности их власти. Более того, берат, пожалованный Александру Карагеоргиевичу, не давал ему даже права пожизненного нахождения в должности главы государства. В результате сербский кнез формально оказался в положении обычного турецкого наместника, который в любое время мог быть смещён по желанию султана. Это было для Сербии значительным шагом назад в отношении национальной независимости. Конституцией при них оставался хатти-шериф 1838 г., однако сербское правительство весьма произвольно обходило его предписания. Число попечителей, ограниченное тремя по хатти-шерифу, увеличилось попечителем для иностранных дел; попечители стали называться министрами и образовали кабинет с председателем во главе. 
В 1861 году было учреждено военное министерство. Законами 1861 и 1864 годов была организована армия, которая при полной мобилизации состояла из 150 000 человек (около 15 % населения Сербии).
Главным законодательным органом оставался сенат. Правовой статус Скупщины не устанавливался никаким законом. Скупщина возобновила свою деятельность только в 1842 году для приглашения на престол Александра Карагеоргиевича. Она получила совещательный характер и созывалась ещё только один раз — в 1848 г. Затянувшаяся политическая нестабильность, выражавшаяся, прежде всего, в противостоянии сената и кнеза, подогретая покушением на английского генерального консула, совершенным в Белграде неким турком 7 июня 1858 г., сделало необходимым новый созыв скупщины. На этот раз это было не привычное подобие всенародного схода, а настоящий выборный парламент, которым 11 октября 1858 года был принят Закон о Скупщине. С этого времени Скупщина превратилась в постоянно действующий выборный законодательный орган, избираемый всеми плательщиками прямых податей, по одному депутату на 300 избирателей. Заседать скупщина должна была ежегодно. Вновь избранная Скупщина собралась 30 ноября 1858 года, в день св. Андрея Первозванного, от чего получила в истории название «Святоандреевская скупщина». Скупщина вынудила Александра Карагеоргиевича отречься от престола и 23 декабря вновь избрала сербским кнезом Милоша Обреновича I «с правом, предоставленным ему некогда Оттоманской Портой, передать престол по наследству». Данная формулировка призвана была подчеркнуть независимость правового статуса сербского кнеза от прихоти османского султана. Как и следовало ожидать, Сиятельная Порта, утвердив Милоша в должности кнеза, вновь не упомянула в берате о наследственности его власти. Скупщина вернула берат султану, а Милош в прокламации о своём вступлении объявил, что принимает власть на начале наследственности. Скупщиной в сентябре 1859 г. был принят закон о престолонаследии, в соответствии с которым княжеское достоинство устанавливалось наследственным в роде Обреновичей. Закон установил совершеннолетие кнеза с 18 лет, условия регентства в период несовершеннолетия кнеза, а также возможность усыновления в случае бездетности монарха. Конституционно-правовой статус сената также был усовершенствован. Пойти на реформу правового положения сената кнеза заставил раскрытый в октябре 1857 года заговор, в котором принимали участие председатели сената и кассационного суда. В 1858 году сенат предложил ряд соответствующих законопроектов, которые кнез вынужден был утвердить. Отныне сенат должен был формироваться не по назначению монарха, а кооптацией; абсолютное вето кнеза на решения сената заменялось суспензивным. Принятые скупщиной законы, усовершенствовавшие систему государственно-правовых институтов, были направлены на утверждение султану, который отказался ратифицировать их. 
Кнез Милош ответил меморандумом 7 мая 1860 года, в котором, снова повторяя просьбу о ратификации принятых скупщиной законов, требовал точного применения хатти-шерифа 1830 года в тех пунктах, которые касались незаконного проживания турок в Сербии. Порта отклонила его требование; тогда 22 августа Милош торжественно заявил, что «никогда ни он лично, ни народ сербский не перестанут смотреть на все постановления, заключающиеся в меморандуме 7 мая, как на приобретенные и неотъемлемые права». Этой декларацией фактически провозглашалась независимость Сербии. Через месяц, 26 сентября, Милош умер. Сын его, Михаил, повторно принял власть, но уже «естественно, в качестве наследственного кнеза, в силу пожеланий сербской нации, согласно закону 1859 года». Несмотря на то, что это было равносильно открытому вызову османскому султану, тот, тем не менее, утвердил Михаила Обреновича III в должности сербского кнеза.

## Значение конституции
Несмотря на то, что конституция 1838 года была навязана Сербии турецким султаном, она имела существенное прогрессивное значение для развития государственно-правовых институтов, находившихся в зачаточном состоянии. Благодаря хатти-шерифу 1838 года, дополненному положениями закона 1858 года, были заложены основы разделения властей: определены полномочия и порядок формирования парламента и кабинета министров, ограничена власть кнеза, законодательно выстроена логическая трёхуровневая система судов. Кроме этого, конституция закрепила главную гарантию прав сербских подданных — преследование за правонарушения только на основании судебного решения. Государственно-правовой статус главы государства — кнеза — окончательно приобрёл свойство наследственной монаршей власти, которое уже не зависело от воли турецкого султана.